# Городской музей (Амстердам)
Городской музей Амстердама, Стеделейкмюсеум (нидерл. Stedelijk Museum, МФА: [ˈsteːdələk myˈzeːjʏm]) — художественный музей в Амстердаме. В непосредственной близости от него располагаются также Музей Винсента ван Гога и Рейксмюсеум.
Городской музей был основан в Амстердаме в 1895 году в качестве музея истории города. В здании, построенном в стиле неоренессанса, первоначально демонстрировалась мебель, монеты, изделия из серебра, украшения и жилая обстановка из старых амстердамских домов, помимо этого посетители могли ознакомиться с коллекцией оружия и экспозицией старинной аптеки. В 1920—1940 годах часть фондов музея была передана в другие музейные учреждения. В это же время была создана коллекция современного нидерландского и французского искусства. С 1930 года музей хранил обширную коллекцию произведений ван Гога, которая в 1972 году переехала в собственное здание. Лишь к началу 1970-х годов экспозицию музея покинули последние предметы исторической жилой обстановки, и музей стал выступать в новом качестве — первого в Амстердаме музея современного искусства.

## Коллекция

### Описание
В Городском музее представлены все известные направления современного искусства. Это и классический модернизм (Пабло Пикассо, Клод Моне, Пьер-Огюст Ренуар, Поль Сезанн, Василий Кандинский, Марк Шагал), художественные группы «Стиль» (Пит Мондриан, Тео ван Дусбург, Геррит Ритвельд) и КОБРА. Казимир Малевич представлен 29 работами. В собрании Городского музея есть немецкие экспрессионисты, американский поп-арт, видеоарт (Нам Джун Пайк, Брюс Науман), Арте повера и другие современные художники.
В ноябре 2009 года музей начал проект по оцифровке около 1,5 миллиона исторических документов с 1895 по 1980 года. Право собственности на документы было официально передано городскому архиву Амстердама, но документы останутся в музее до завершения проекта оцифровки.
В начале 2010 года музей в партнёрстве с дизайнерским агентством Fabrique и фирмой дополненной реальности Layar совместно разработали виртуальные художественные туры под названием «Artours». Используя технологию смартфонов, посетители получают дополнительные истории и изображения о экспонатах и внутри музея, и за его пределами по всему городу. В конце 2011 года публике было предложено добавить свои собственные рассказы, изображения и другую информацию через открытую платформу.
В 2018 году в хранилище была обнаружена 40-футовая фреска Кита Харинга 1986 года, через несколько лет после завершения покрытая листами алюминия, — крупнейшая публичная работа художника для его первой персональной музейной выставки.

### Битва за Малевича
Амстердамское собрание работ Малевича — крупнейшее за пределами бывшего СССР — приобретено городскими властями в 1958 году за солидную по тем временам сумму в 120 тысяч гульденов у наследников известного архитектора Хуго Херинга. Тот вывез эти полотна из нацистской Германии, где они подлежали уничтожению как «дегенеративное искусство». В руки Геринга картины Малевича попали случайно: более ста полотен художник оставил под его присмотром в 1927 году, когда они выставлялись в Берлине, а самого автора срочно вызвали на родину.
Когда в 2003—2004 гг. музей выставлял полотна Малевича в США, наследники художника оспорили права Геринга (и, соответственно, музея) распоряжаться ими. После 4-летнего судебного разбирательства стороны пришли к мировому соглашению, согласно условиям которого музей уступил наследникам пять значимых картин из своего собрания. В ноябре 2008 г. одна из уступленных музеем «Супрематических композиций» была продана на аукционе «Сотбис» за рекордную для русских художников сумму в 60 млн долларов.

### Вандализм и воровство

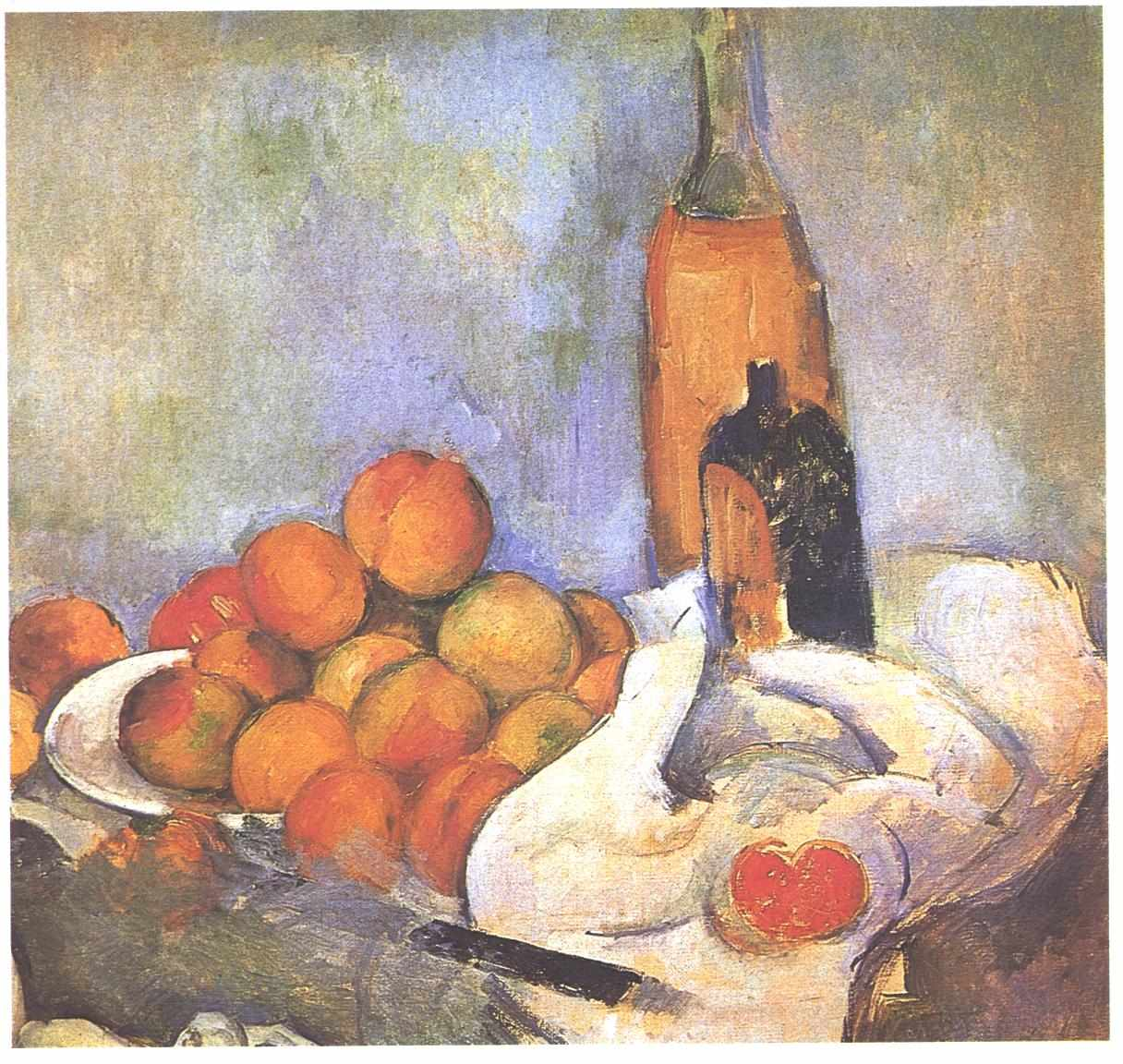
«Натюрморт с бутылками и яблоками» Поля Сезанна был украден в 1988 году

21 марта 1986 года Джерард Ян ван Блейдерен в состоянии психоза порезал картину Барнетта Ньюмана «Кто боится красного, жёлтого и синего III» (1967) кухонным ножом. Он был приговорен к восьми месяцам тюремного заключения и двум годам условно, с запретом посещать музей в течение трех лет. 21 ноября 1997 года он же порезал картину «Собор» (1951), также написанную Барнеттом Ньюманом. В суде он признал себя невменяемым, не был осужден, но получил пожизненный запрет на посещение музея.
20 мая 1988 года произошла первая и единственная кража: картины «Ваза с гвоздиками» (1886) Винсента ван Гога, «Улица в Невере» (1874) Йохана Джонгкинда и «Натюрморт с бутылками и яблоками» Поля Сезанна были украдены во время взлома. Полицейские притворились покупателями, вор был арестован и осуждён, 31 мая 1988 года картины были возвращены без повреждений.
15 мая 2011 года на Музейной площади болельщики отмечали победу футбольного клуба Аякс и повредили крышу одного из крыльев здания и стеклянные панели, в результате чего ущерб составил 400 000 евро, а празднование следующей победы в 2012 году было перенесено на стадион Амстердам Арена.

### Галерея

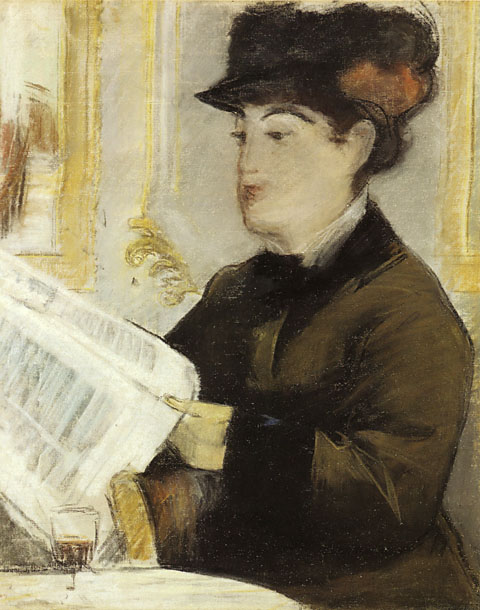
«Читающая женщина», Эдуард Мане, ок. 1880
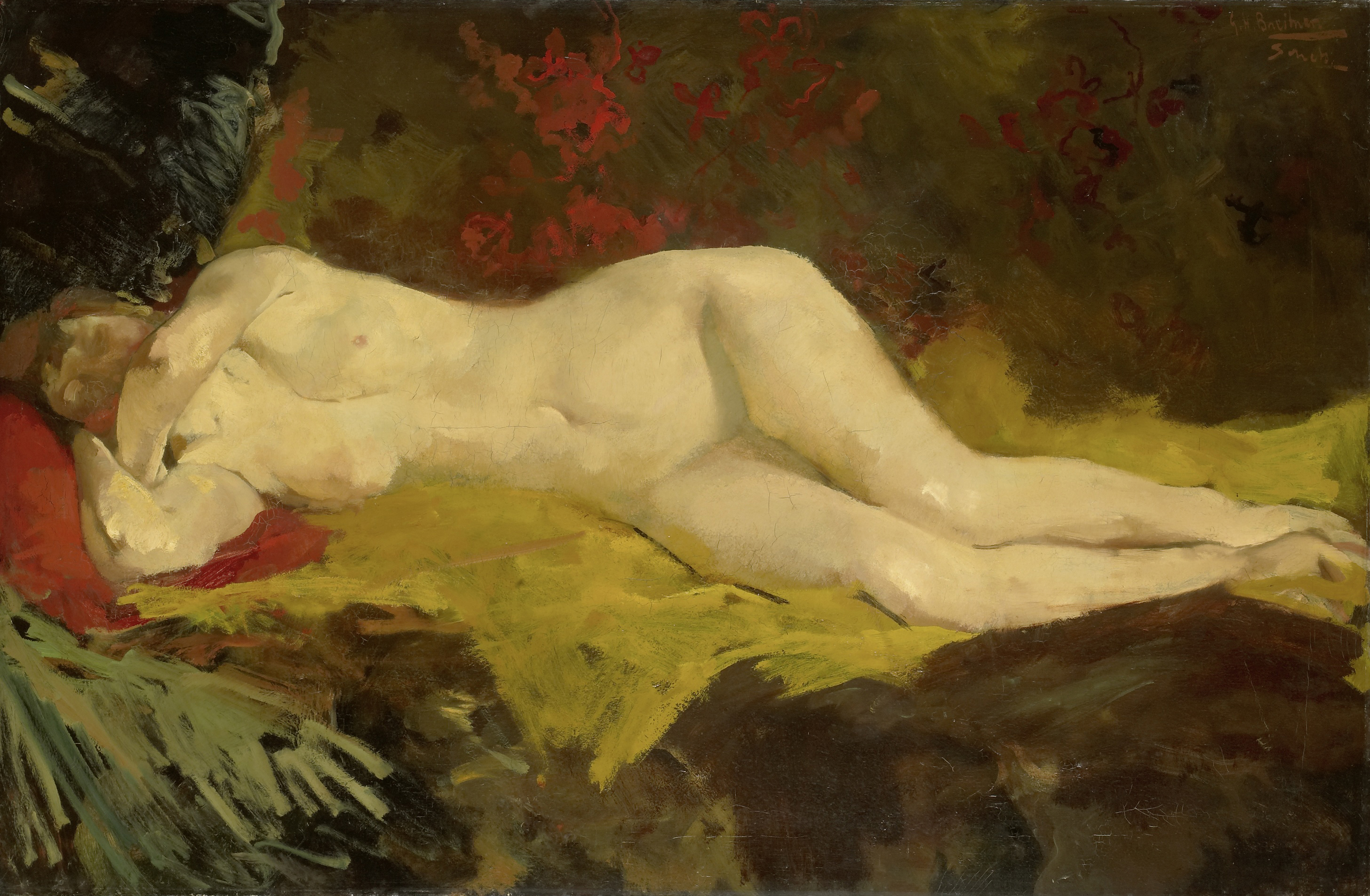
«Энн, лежащая обнаженной на желтой ткани», Георг Хендрик Брейтнер, ок. 1888
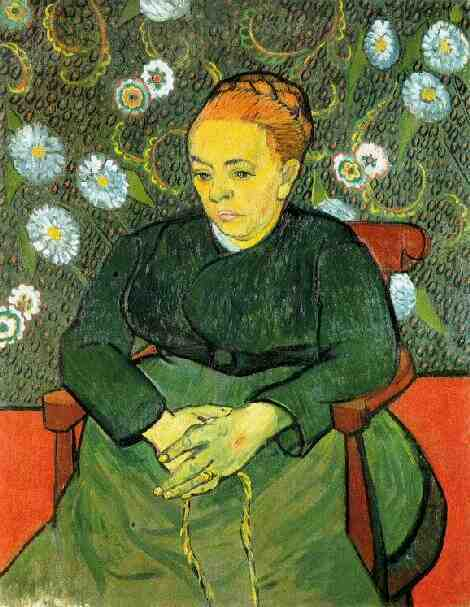
«Колыбельная», Винсент Ван Гог, 1889
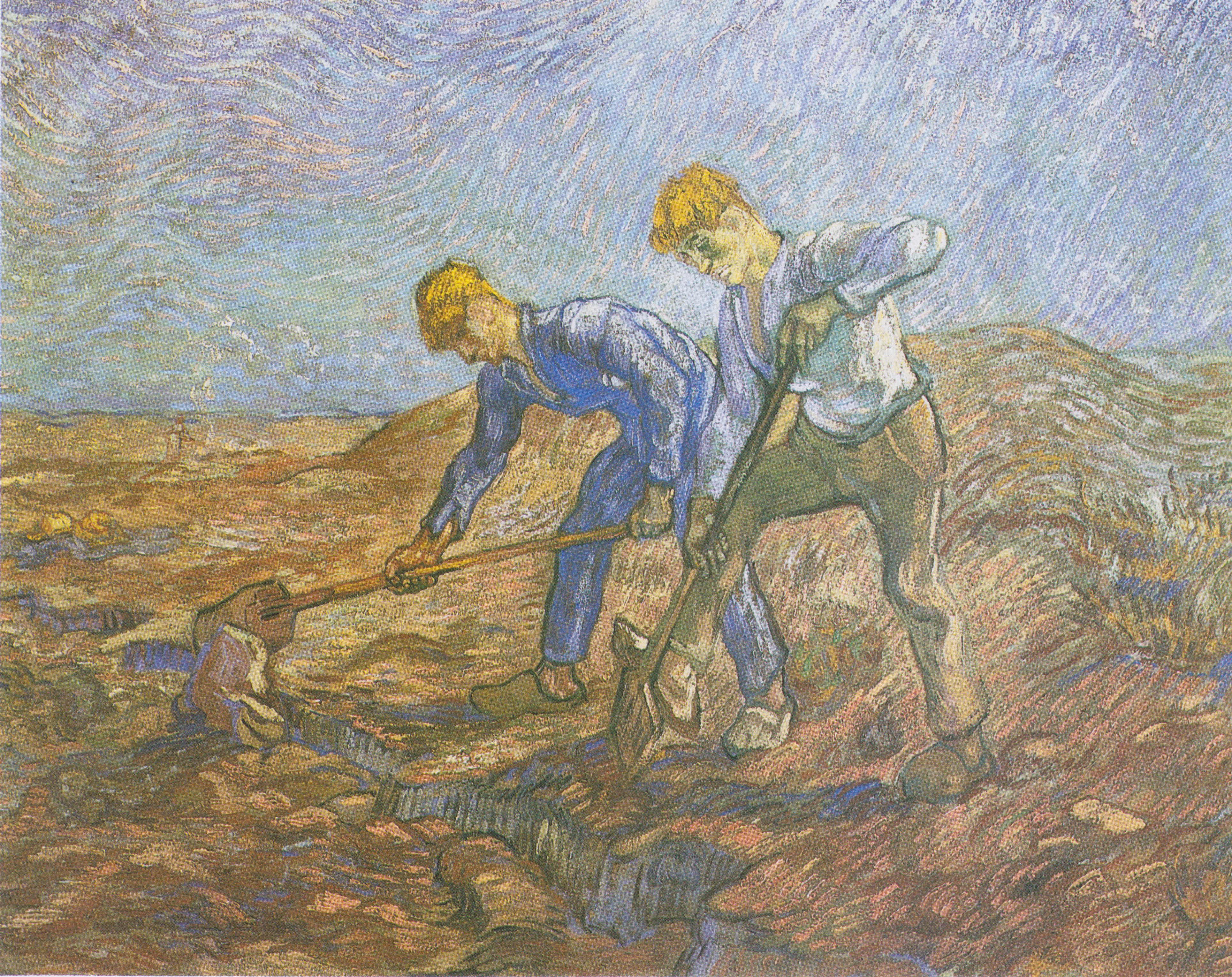
«Землекопы», Винсент Ван Гог, 1889
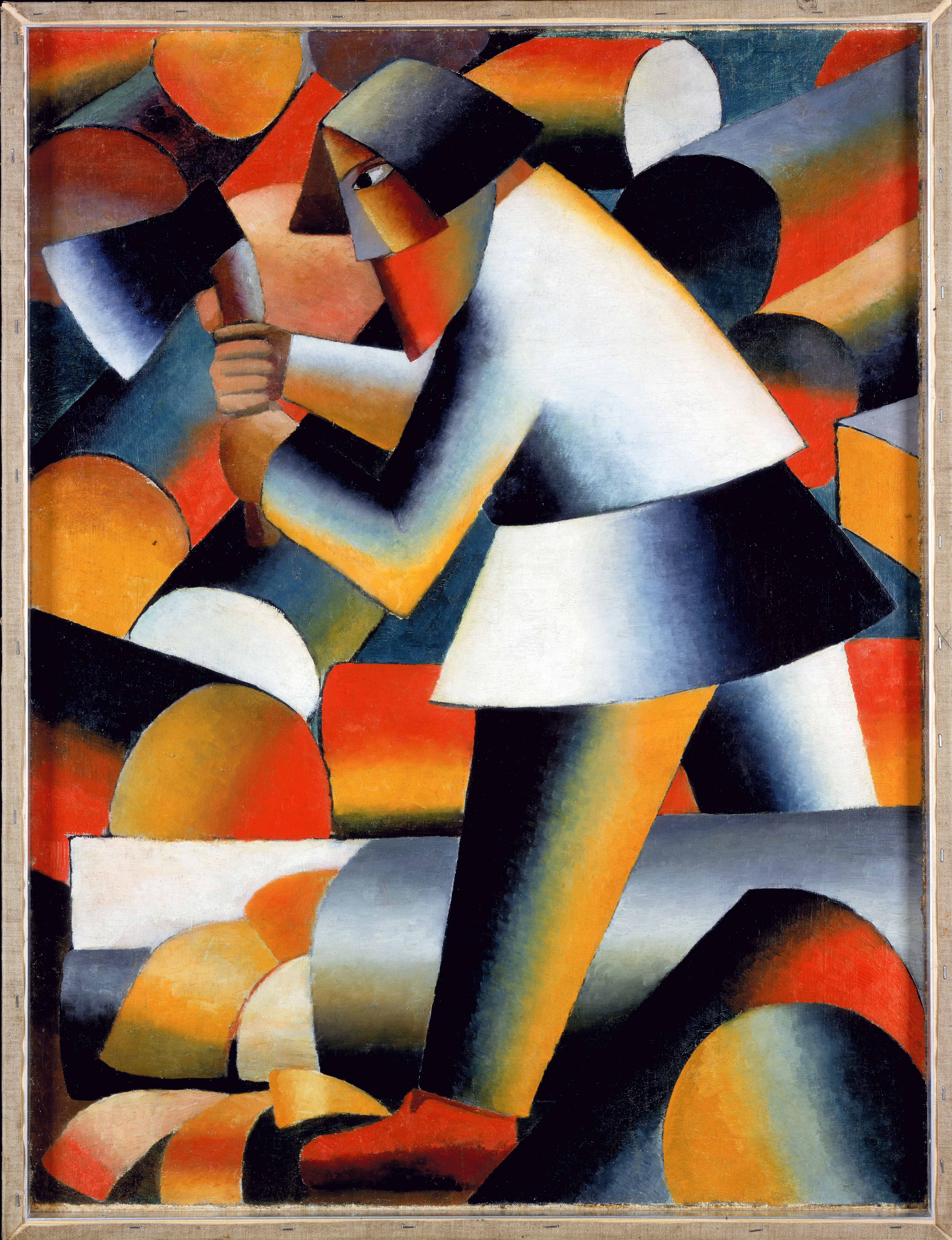
«Дровосек», Казимир Малевич, 1912-13
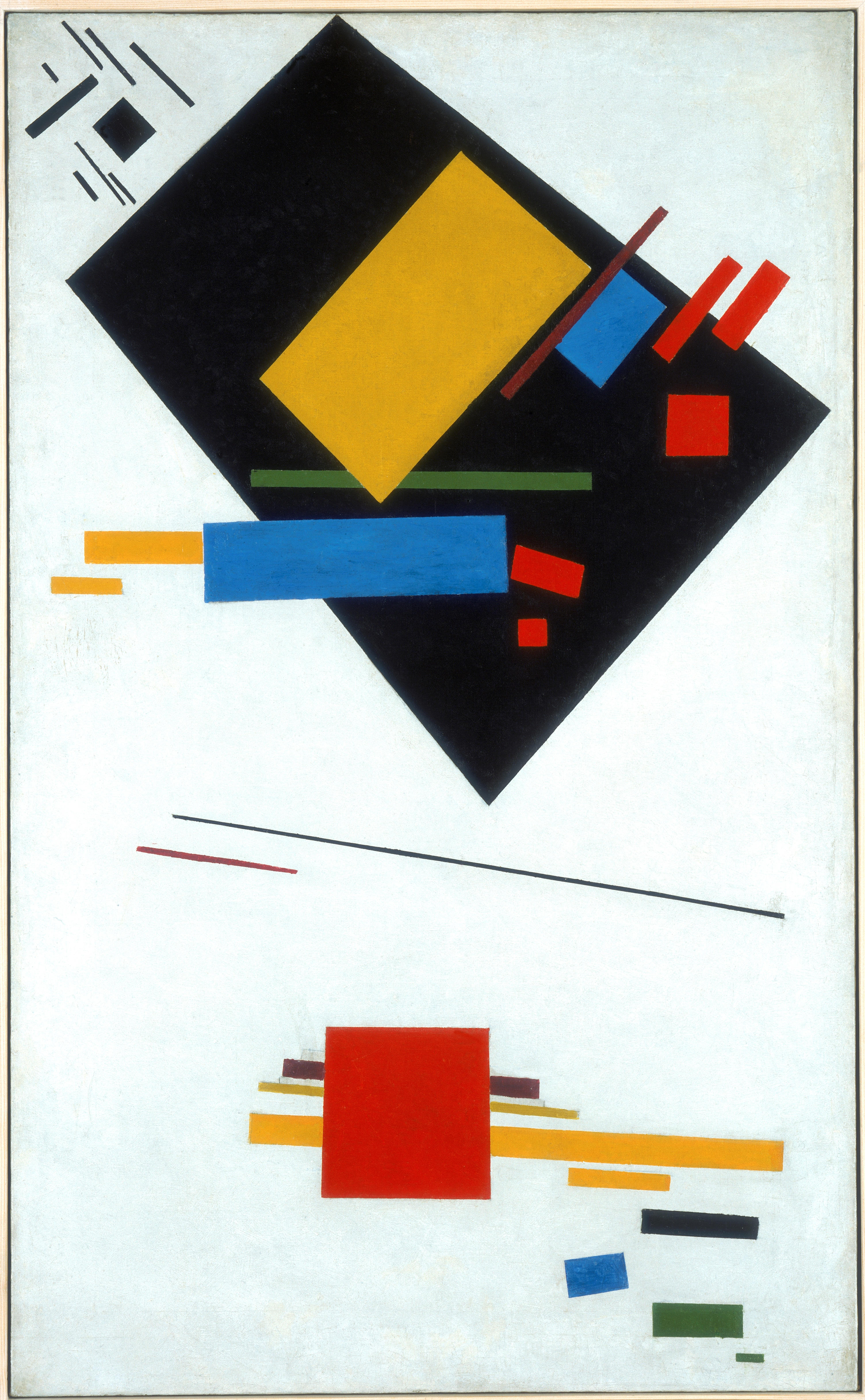
«Супрематическая живопись (с черной трапецией и красным квадратом)», Казимир Малевич, 1915
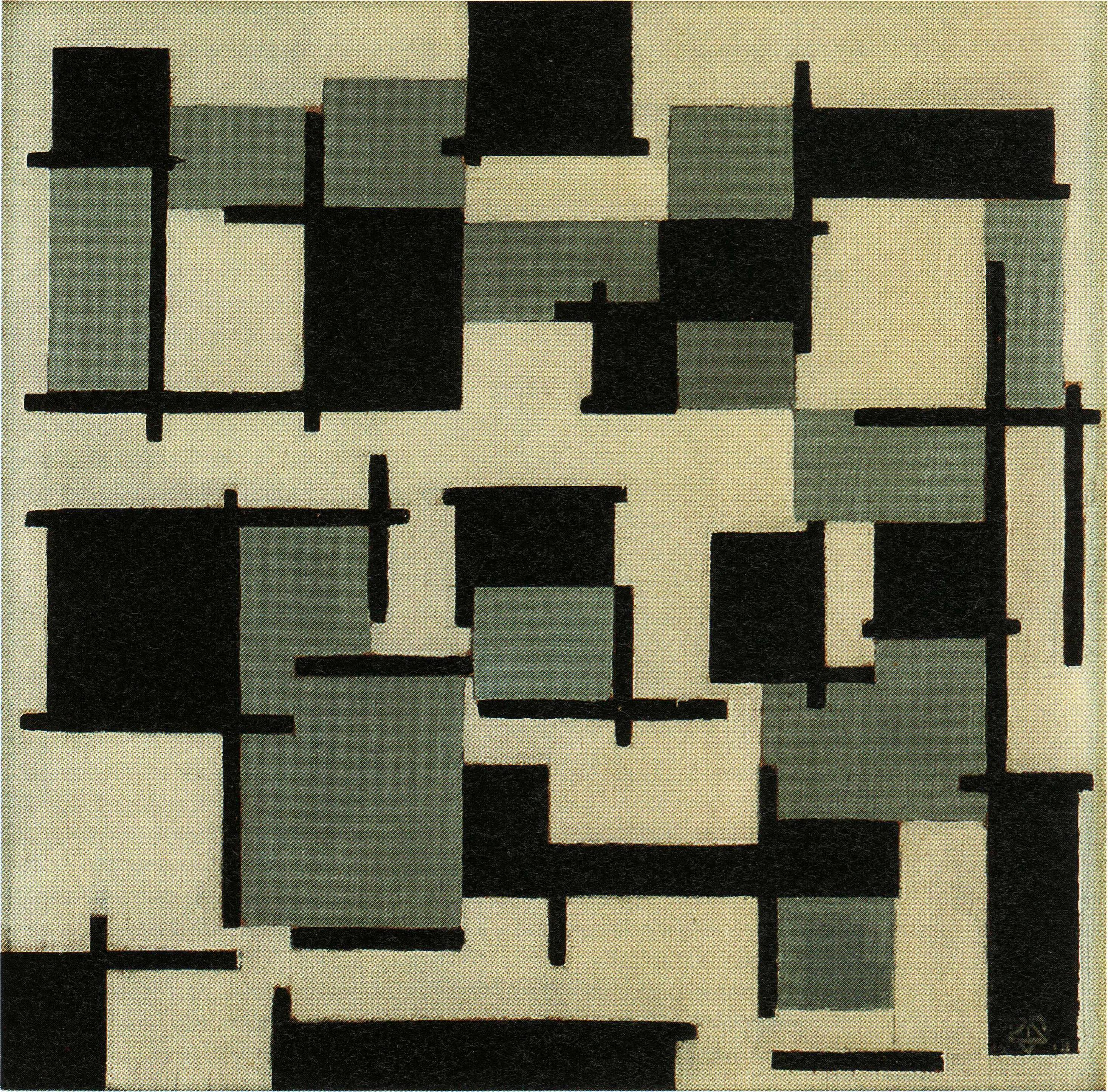
«Композиция XIII», Тео ван Дусбург, 1918
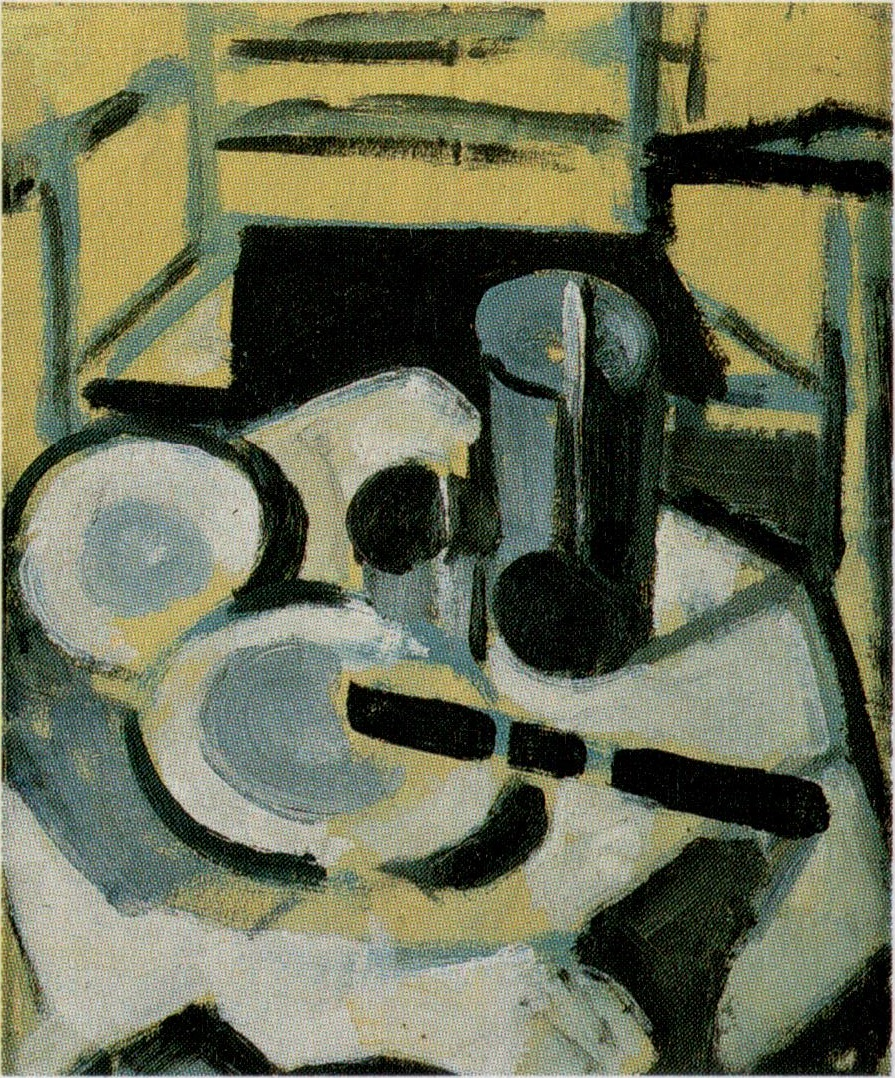
«Натюрморт», Тео ван Дусбург, 1918
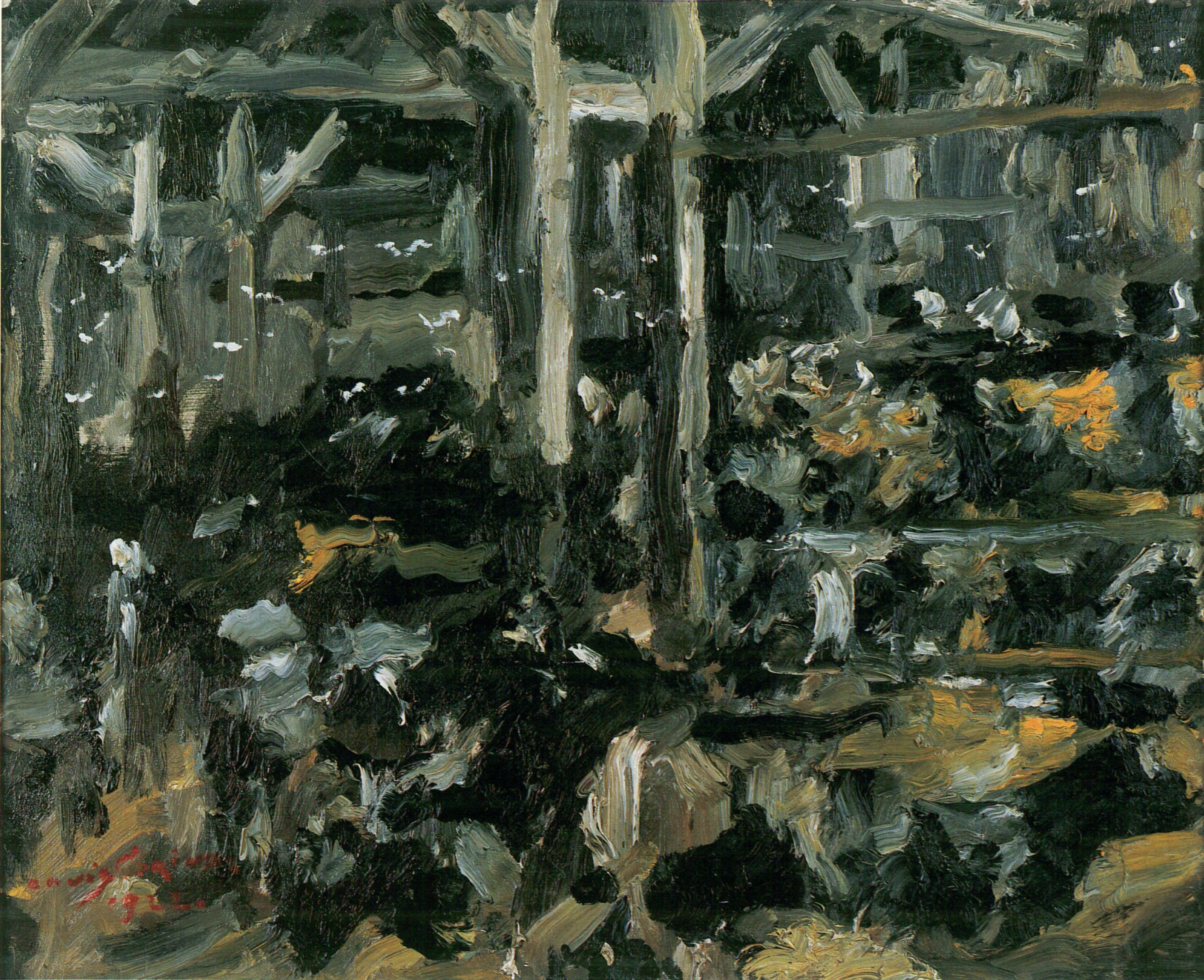
«Коровник», Ловис Коринт, 1922
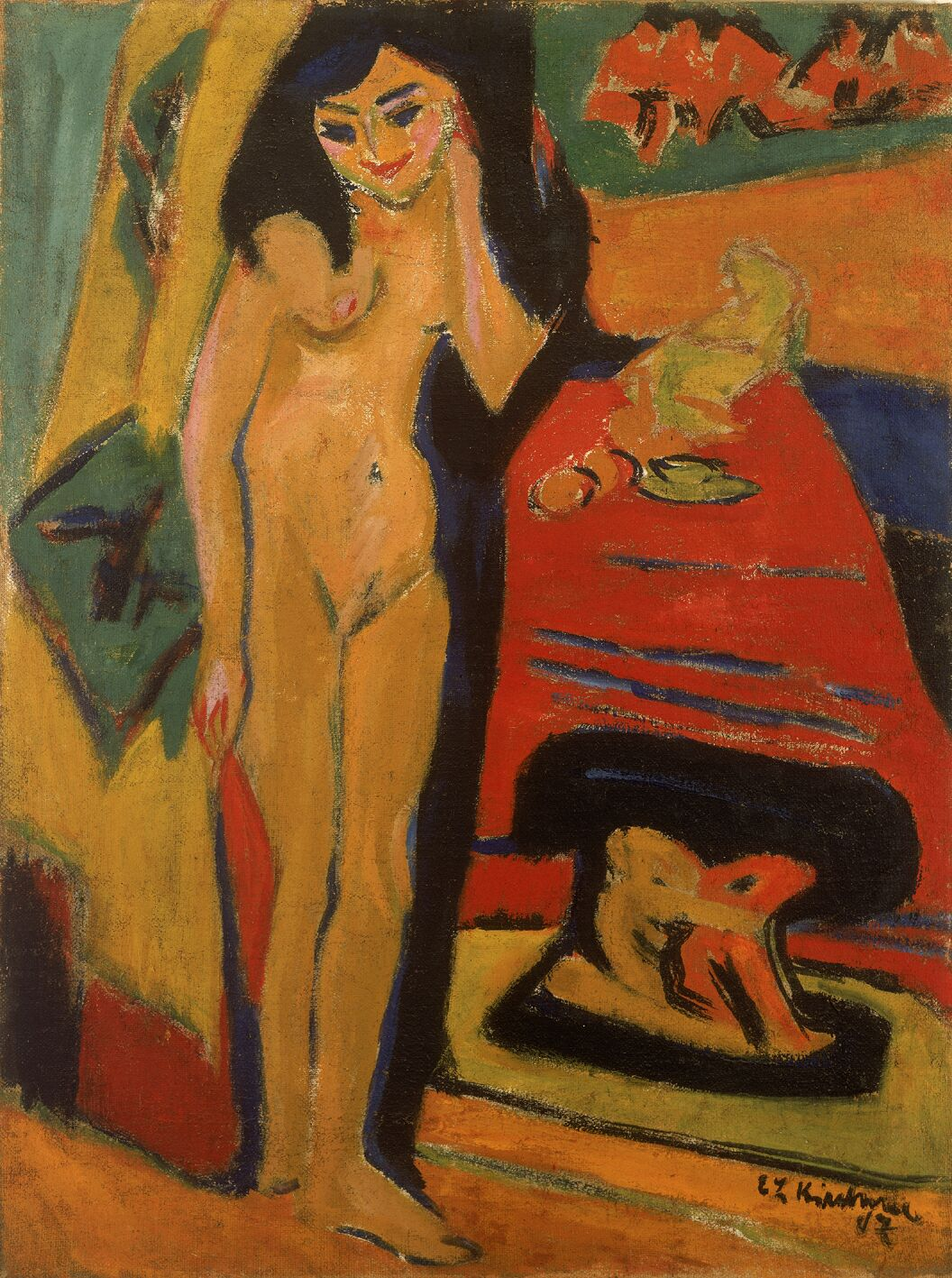
«Обнаженная за занавеской», Эрнст Людвиг Кирхнер, 1910—1926
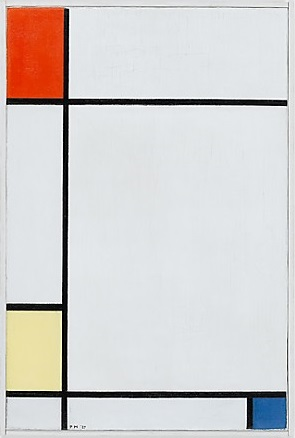
«Композиция №. III с красным, желтым и синим», Пит Мондриан, 1927

## Реконструкция
В 2004 году было принято решение закрыть музей на реставрацию. Причинами этого послужило отсутствие современной климатической установки в старом здании музея, а также необходимость увеличения выставочной площади. Архитектурное бюро Бентхем Крауэл разработало проект расширения музея. Реконструкция завершилась 22-23 сентября 2012 года, музей вновь открыт для посетителей.
Новое крыло музея, со стороны Музейной площади (Museumplein), представляет собой гигантскую ванну, составленную из 271 панелей из синтетического материала Tvaron, используемого также в кораблестроении. Гигантский козырек защищает ожидающих на улице посетителей музея от дождя. В новом крыле находится аудитория и выставочные залы, а также ресторан, музейный магазин и билетные кассы. Площадь музея после реконструкции удвоилась и составляет около 8000 м2.
Источник:
- официальный сайт музея (нид.)